# Dumaposta
A Dumaposta egy irodalmi törzsasztal volt a két világháború között a kolozsvári New York kávéház  nagytermében, az egykorú Újságíró Klubban vagy időnként a kávéháznak az Egyetem utcára néző ablakánál.

## Elnevezése
Nevét szójátéknak köszönhette: az egykorú "Dunaposta" sajtóügynökség elnevezésének torzításával készült. Különböző haladó szellemű, de nézeteikben sokszor szemben álló szerkesztők, idős és fiatal írók, művészek, irodalombarát értelmiségiek találkoztak itt "egy csésze feketére" naponta délután és este, megbeszélve az eseményeket s vesézve kinek-kinek magatartását a fasizmus felé zuhanó időben.

## Tagjai
Törzstagjai közé tartozott Gaál Gábor, a Korunk főszerkesztője, Szász Endre, a Keleti Újság főszerkesztője, Jámbor Ferenc és Barzilay István, az Új Kelet szerkesztői, Szolnay Sándor festőművész, Kőmíves Nagy Lajos színikritikus, Ruffy Péter, a Brassói Lapok helyi szerkesztője, Jancsó Elemér, Demeter János, Szenczei László, Emil Cornea festőművész, a szociáldemokrata Salamon László és Jordáky Lajos, a kommunista Szilágyi András és Korvin Sándor. Nagyváradról Csehi Gyula, Temesvárról Méliusz József, Brassóból Balogh Edgár tért be időnként. Itt hallgatott mélyen – akárcsak maga Gaál Gábor – Kovács Katona Jenő, adta csöndes tanácsait Guzner Miklós, a mecénás fogorvos, s mondta el tréfáit Neumann Jenő ügyvéd. A társaságot figyelte a sziguranca, s éppen azért fedezte a barátkozást "duma", vagyis ártatlan csevegés, hogy az antifasiszta együttműködés személyi szálai künn az életben annál erősebben fonódjanak egymásba. A dumapostának a második világháború kitörése vetett véget.